# Kling, Glöckchen, klingelingeling
Kling, Glöckchen, klingelingeling o semplicemente Kling, Glöckchen ("Risuona, campanellina") è un tradizionale canto natalizio tedesco, il cui testo è stato scritto nel XIX secolo da Karl Enslin (1814–1875).

Il testo è accompagnato da una melodia di origine forse popolare o forse da attribuire a Benedikt Widmann (1820–1910), che l'avrebbe composta nel 1884.

## Testo
Il testo, che si compone di tre strofe, di 8 versi ciascuna, è costituito dall'appello, fatto probabilmente dal portatore di doni, di essere accolto in casa, in quanto fuori fa freddo. I bambini che lo accoglieranno saranno così adeguatamente ricompensati:
Kling, Glöckchen, klingelingeling,

kling, Glöckchen, kling! 

Lasst mich ein, ihr Kinder,

ist so kalt der Winter,

öffnet mir die Türen,

lasst mich nicht erfrieren!

Kling, Glöckchen, klingelingeling,

kling, Glöckchen, kling!

Kling, Glöckchen, klingelingeling,

Kling, Glöckchen, kling! 

Mädchen, hört, und Bübchen, 

macht mir auf das Stübchen,

bring euch viele Gaben,

sollt euch dran erlaben.

Kling, Glöckchen, klingelingeling,

kling, Glöckchen, kling!

Kling, Glöckchen, klingelingeling,

kling, Glöckchen, kling!

Hell erglühn die Kerzen,

öffnet mir die Herzen!

Will drin wohnen fröhlich,

frommes Kind, wie selig.

Kling, Glöckchen, klingelingeling,

kling, Glöckchen, kling!

## Versioni discografiche
Tra i cantanti, strumentisti o gruppi musicali che hanno inciso il brano, figurano, tra gli altri:
- Roberto Blanco
- Andy Borg
- Costa Cordalis
- Die Flippers (nell'album: Weihnachten mit den Flippers)
- Hansi Hinterseer (in: Weihnachten mit Hansi del 1999)
- Julio Iglesias (in: Ein Weihnachtsabend mit Julio Iglesias del 1978)
- Andrea Jürgens (in: Weihnachten mit Andrea Jürgens del 1979)
- Lena Valaitis (in: Weihnachten mit Lena Valaitis del 1989)
- Tom Angelripper